# Aneilema indehiscens
Aneilema indehiscens är en himmelsblomsväxtart som beskrevs av Robert Bruce Faden. Aneilema indehiscens ingår i släktet Aneilema och familjen himmelsblomsväxter.

## Underarter
Arten delas in i följande underarter:
- A. i. indehiscens
- A. i. keniense
- A. i. lilacinum